# Chiquititas (2000)
Chiquititas 2000 é a sexta temporada da versão original da telenovela Chiquititas. Escrita por Patricia Maldonado e idealizada por Cris Morena, a trama foi produzida e exibida originalmente pelo canal argentino Telefe entre 2 de maio até 17 de novembro de 2000.
No Brasil, a novela foi exibida pelo SBT de 20 de agosto de 2007 a 18 de janeiro de 2008. O SBT a exibiu inicialmente às 19h25 e durante o período, sofreu cortes e constantes mudanças de horários até ficar por definitivo às 20h15min. Devido ao sucesso, o canal de Silvio Santos exibiu posteriormente a temporada de 2006 argentina.

## Ficha técnica
- Ideia original: Cris Morena
- Autores: Walter Ferreyra Ramos e Delia Maunas
- Direção interna: Grendel Resquin
- Direção externa: Carlos Pico
- Produção executiva: Sofia Izaguirre

### Exibição na Argentina
- Emissora: Telefe
- Horário de exibição: 18h
- Data de estreia: 2 de maio de 2000
- Data de termino: 17 de novembro de 2000
- Quantidade de capítulos: 144
- Tema de abertura:Juntos! Chiquititas 2000
- Intérprete: Chiquititas

### Exibição no Brasil
- Emissora: SBT
- Horário de exibição: 19h25, 20h, 20h15 (horário de Brasília)
- Data de estreia: 20 de agosto de 2007
- Data de termino: 18 de janeiro de 2008
- Quantidade de capítulos: 130
- Tema de abertura: Juntos, Chiquititas!
- Intérprete: Dubladores

## Sinopse
Depois de perderem tudo o que tinham, só resta a um grupo de crianças a esperança de encontrar um lugar no mundo onde sejam felizes. Elas fogem do reformatório, e, guiadas por uma estrela mágica, chegam ao Cantinho de Luz, o lar que ainda que, sua aparência é agora seja muito diferente, mantém sua essência. Ali os garotos encontram um novo mundo e conhecem Luz, Enzo e outros vizinhos, quem sem sabê-lo, convivem com uma estranha presença que os acompanha desde as sombras: o fantasma de Rafael Sander. Enquanto enfrentam o maravilhoso e difícil desafio de crescer, os garotos deverão desvendar o estranho mistério que rodeia o lar. Desta maneira descobrem o amor, a última desilusão, a amizade, a alegria, o pranto e o medo à liberdade, ao mesmo tempo em que tentam sobreviver num mundo que parece ter-se esquecido deles. Longe da proteção da instituição, devem inventar um universo próprio do qual são responsáveis e cuja sobrevivência depende da união e a solidariedade que há entre eles. Desta estranha convivência rodeada de magia, humor e aventuras, ninguém sairá da mesma maneira que chegou.
A história, própriamente dita, se trata de cinco adolescentes (Camila, Felipe, Luciana, Batista e Titã) e seis crianças (Maria, Natália, Joaninha, Fred, Sebastião e Augusto) que chegam no Cantinho de Luz, um lugar cheio de brinquedos, doces e um carrossel, um lugar fantástico para se viver. Logo chega Luz, uma moça alegre e cheia de vida que mentirá ser a tia dos órfãos e todos, juntos, viverão incriveís aventuras. Mas para piorar a situação, chegam Paula, uma mulher ambiciosa, e sua filha adotiva Olívia, uma garota falsa ao extremo. Enquanto Camila, Felipe, Luciana, Batista e Titã lutarão para encontrar seu verdadeiro amor, vão sofrer maus bocados nas mãos de Olívia e Gonçalo.Maria conhece o duende Tok, que a leva para conhecer o mundo encantado do formigueiro e se metem em grandes aventuras.Joaninha anda meio dividida entre o Sebastiao e Frederico, um menino que estava com eles no reformatorio, e a pequennina Natalia fica amiga de Enzo, adora bonecas e ao lado de Augusto, eles aprontam com os vizinhos do orfanato.A situação se complica quando Paula descobre que todos são órfãos, e decide se apoderar da casa e da fortuna de Rafael Sander, tentando mandar as crianças para um orfanato. O segredo que ronda lar trata-se da triste história de Rafael: No passado, após se casar com Alessandra, o bem-sucedido arquiteto a engravidou. Á caminho do hospital, os dois sofreram um acidente provocado por Paula, irmã gêmea de Alessandra. Apaixonada por Rafael desde a faculdade, Paula tornou-se uma mulher perversa e sem escrúpulos após o casamento dele com sua irmã. Alessandra e Rafael são enviados para hospitais diferentes, e ela morre após dar á luz um menino, raptado por Paula na maternidade e abandonado num orfanato. Ao saber que além da esposa não ter sobrevivido, seu filho também sumiu, Rafael descobre o rosto desfigurado, e decide forjar a própria morte. Ele muda-se para sua mansão, com o mordomo e amigo Enzo, que o ajuda na busca pelo herdeiro. Enzo vive um divertido romance com a vizinha Dirce e Rafael ama Luz, porém a paixão dos dois enfrentará muitos desafios.
Fim
Após grande parte da trama separados, Camila e Felipe decidem reatar o romance, graças ao jovem que luta com todas as armas para reconquistá-la, chegando até mesmo a lhe escrever um conto de amor em homenagem. Luciana e Batista seguem firme o namoro, enquanto Olívia se arrepende de suas mentiras, e consegue o perdão de todos. Ela encontra sua mãe verdadeira e volta a namorar Titã. Joaninha, Fred e Sebastião seguem sua fiel amizade, sem ela namorar nenhum dos dois. Tok torna-se rei do Mundo dos Duendes, porém, para isso precisa se afastar de Maria, que termina feliz no Cantinho de Luz. Pablo adoece e vai para os EUA se tratar, enquanto Dirce reata o casamento com seu ex-marido, conseguindo assim colocar um ponto final na rebeldia de seus filhos. Enzo fica sem seu grande amor, mesmo depois de se declarar, entretanto consegue um contrato para ser ator de teatro, seu maior sonho. A vilã Paula, completamente louca, seqüestra Felipe e Batista, enquanto Rafael e Luz se casam numa linda cerimônia, e ele dá-lhe o Cantinho de Luz como presente de casamento.

## Temas recorrentes
- Sequestro - Paula ao filho de Rafael, e a Felipe e Batista.
- Paraplegia - Batista
- Triângulo amoroso - Luz, Rafael e Paula; Rafael, Alessandra e Paula; Luz, Rafael e Pablo; Camila, Zoé e Felipe; Zoé, Felipe e Pillar; Daniella, Titã e Olívia Camila, Felipe e Tomás e Fred, Sebastião e Joaninha.
- Amor entre pessoas de diferentes idades - Camila por Pablo.
- Psicopatia - Paula.
- Câncer - Pablo.
- Assassinato - Paula a Alessandra.
- Mentira obsessiva - Zoé, Paula, Olívia e Gonçalo.
- Rebeldia - Gonçalo.
- Agressão física - Luciana e Camila a Felipe; Paula e Luciana a Olívia; Batista, Felipe e Titã a Gonçalo; Luciana a Zoé.
- Amnésia - Enzo.
- Manipulação psicológica - Olívia, Paula e Gonçalo
- Bullying - Olívia, Gonçalo

## Elenco de Chiquititas
| Ator/Atriz         | Personagem                      |
| ------------------ | ------------------------------- |
| Romina Gaetani     | Luz Linares                     |
| Camila Bordonaba   | Camila bustillo                 |
| Felipe Colombo     | Felipe Mejía                    |
| Luisana Lopilato   | Luisana Maza                    |
| Benjamin Rojas     | Bautista Arce                   |
| Nadia di Cello     | Maria                           |
| Agustín Sierra     | Augustin Maza                   |
| Sebastian Francini | Sebastian                       |
| Cristián Belgrano  | Cristian "Titan" Maza           |
| Milagros Flores    | Juanita Maza                    |
| Natália Melcon     | Natalia Ramos Pacheco Acevedo   |
| Federico Baron     | Federico "Once"                 |
| Inés Maza          | Agustina                        |
| Candela Gribodo    | Olívia Casani                   |
| Nahuel Picone      | Nahuel Bustamante               |
| Brian Vainberg     | Tok                             |
| Pablo Lizaso ✝     | Enzo Miranda                    |
| Irene Almus        | Chiche Bustamante               |
| Gustavo Guillen    | Francisco Lopéz                 |
| Pablo Oliva        | Pablo Rojas                     |
| Patrícia Sosa      | Paula Casani / Alejandra Casani |
| Barbara Barbosa    | Barbara Lugano                  |
| Ivan Espeche       | Rafael Sander /Andrés Ferala    |
| Nicólas Feal       | Gastão                          |
| Eliana González    | Zoé                             |
| Axel Marazzi       | Gonçalo Rivarola Bustamante     |
| Bernadita Flores   | Bernadita Herrera               |

## Elenco de Apoio
- Romina Yan - Belen (Carol) (apenas no primeiro capítulo, na janelinha mágica)
- Victoria Mena - Daniela
- Nicolás Goldschmidt - Nando
- Mariana Seligmann - Pilar
- Flavio Montrucchio - Crânio
- Brenda Gandini - Aldana
- Maria Eugenia Rocca - Augustinha
- Daniela Nirenberg - Milagres
- Odiseo Bischir - Pai da Bernardinha
- César Bordón - Amadeu Fonseca (Amadeu, Por Deus)
- Marina Skell - Inês Fonseca
- José Ramírez - Seu José, pai de Zoé
- Carlos Pizarro - Carlos
- Darío Torrens - Alex
- Paola Pitágora - Jurema Vargas
- Diego Garcia - Matias
- Xoana Winter - Paty

## Perfil dos personagens

### Elenco adulto
Luz Liñares: É a responsável pela casa e pelas crianças. Chega ao Cantinho de Luz no mesmo dia que os chiquititos, mas com uma diferença: ela estava fugindo da polícia. Passará por brigas com as crianças. Luz é impulsiva, mas ama todos do orfanato. Adora dançar. Se apaixona por Rafael acreditando ser André Ferreira. No princípio ela sofre com a desconfiança dos adolescentes, mas sempre conta com o carinho das crianças.
Rafael Sander: É o morador do orfanato. Desde que perdeu sua esposa e filho, quis ficar sozinho. Ele tem muito dinheiro e compra presentes e brinquedos para quando seu filho voltar. Mas na verdade, tudo dá a entender que o filho morreu e isso o deixa amargurado com tudo e com todos. Enzo e Joaninha são seus únicos amigos e tentam fazer com que ele não fique tão triste. O fantasma Rafael vai se apaixonar por Luz e ficará obcecado por ela.
Paula: a principal vilã na novela. Sua irmã morreu e deixou a casa onde as crianças vão viver acreditando ser o Cantinho de Luz. Paula quer ficar com a casa de herança e vai fazer de tudo para que as crianças saiam de lá. Mãe adotiva de Olivia, vai usar a filha para descobrir tudo que rola no Cantinho de luz. No passado era uma mulher boa, mas como Rafael se apaixonou por sua irmã, tornou-se má.
Francisco: Advogado mau-caráter de Paula. Se envolve com ela, mas é apaixonado por Luz, com quem vive um romance. Assim que os dois rompem, Francisco fica louco, e começa a cometer atos fora da lei. Ajuda Paula em suas maldades.
Pablo: Irmão mais velho de Tomás, é responsável pelo garoto a quem cria como filho,pois os pais viajaram. Vai se apaixonar por Luz, mas não será correspondido por ela gostar de Rafael. Grande defensor das crianças,faz de tudo ajuda para que a casa seja dos órfãos.Odeia Francisco.
Enzo: Único amigo e conselheiro de Rafael Sander, é o divertido mordomo do Cantinho de Luz; no início, faz de tudo para que as crianças saiam dali, mas depois descobre que as ama muito, principalmente a pequena Natalia, por quem Enzo faz tudo, ele até construiu uma casa de boneca para a menina.
Dirce: Vizinha, divorciada, mãe de Manoel e Gonçalo. Apaixona-se por Enzo, mas como no começo ele não a ama, ela fica noiva do safado Amadeu. Professora de canto e amiga de Maria, apaixonada por música. Tem finíssima voz e chega a ser meio maluca.

### As Chiquititas e Chiquititos
Felipe Messias: Tem 15 anos. É o namorado de Camila e o menino mais velho do Cantinho de Luz. Grande amigo de Batista e Titán. Jovem bonito, simpático e protetor. Gosta de tocar violão e compor músicas inspiradas em Camila. No começo, chegou a desconfiar que Luz não gostava deles. No início da trama, traiu Camila ao beijar Zoé e, arrependido, tenta recuperar o amor da menina. 
Camila Bustillo: Garota bonita e meiga de 14 anos. Melhor amiga de Luciana e namorada de Felipe. No início, desconfia muito da amizade e do carinho de Luz e estão sempre brigando. Sofre conflitos amorosos com Felipe e maldades da parte de Olívia, Zoé e Pilar. Tem um breve envolvimento com Tomás, mas gosta de seu irmão, Pablo. Por ele ser bem mais velho e a enxergar como uma menina, Camila corta o cabelo para lhe chamar a atenção, mas, no fim da trama, ela é reconquistada por Felipe. 
Luciana "Lu" Maza: Tem 13 anos. Valente, síncera e de uma personalidade forte. Irmã gêmea de Titán, Joaninha e Augusto. Ela morava na rica mansão vizinha ao celeiro. Se mostrava bastante revoltada com a morte do pai e a perda de tudo o que possuía, mas, com o amor de seu namorado, Batista, e a amizade de todos, ela consegue superar e seguir em frente. É a melhor amiga de Camila, e a única de Olívia. 
Cristian "Titán" Maza: Tem 13 anos e é irmão gêmeo de Luciana, Joaninha e Augusto, os dois são grandes amigos e confidentes. Vai se apaixonar por Olívia, e Luciana vai dar a maior força, só que ela não dá nenhuma chance ao garoto e passa a usá-lo. É um menino tímido, medroso e quieto até demais, mas no fundo é alegre e simpático. 
Batista Arce : Garoto bom e simpático. Tem 13 anos e é o melhor amigo de Felipe e Titán. Ama muito a namorada Luciana. É vaidoso, adora cantar e dançar e é bem aventureiro. Não confia em Olívia, mas Luciana continua sendo sua amiga. Quando consegue ser cantor, as meninas começam a dar em cima dele, o que deixa Luciana com ciúmes e isso pode por esse amor a perder. 
Frederico "Onze": Tem 9 anos e fugiu do Orfanato das Sombras com as crianças do antigo celeiro. No início, não lembra de seu passado, nem ao menos seu nome. Por ser conhecido apenas como "Onze" no reformatório, Batista, com a ajuda dos amigos, lhe dá o nome de "Frederico" (capítulo 4, em sua exibição no Brasil). Apaixona-se por Joaninha e sente ciúmes de Sebastião quando ele reencontra os Chiquititos e passa a viver com eles no Cantinho de Luz. 
Maria Hernandez: Tem 9 anos e foi personagem de grande destaque nesta temporada. Maria escreve e acredita no Livro da Vida. Graças a ela, as crianças encontram o Cantinho de Luz. Ela é uma criança maravilhosa, sonhadora e acredita que tudo é possível se sonharem e terem esperança. É também grande amiga de Tok, um duende, e descobre, mais tarde, que é apaixonada por ele. Sente muito a falta de ter seus pais e gosta de Luz como se fosse sua mãe. Adora cantar e tem aulas com sua amiga, Dirce. 
Sebastião "Tião": Tem 9 anos. É um dos meninos mais novos e amigo de Augusto. Seu papel não tem tanto destaque na sexta temporada, pois estava perdido no início da trama e encontrou guarida em um circo, só reencontrando as crianças mais pra frente (capítulo 49, em sua exibição no Brasil) e se muda para o Cantinho de Luz. Mais tarde, reencontra sua mãe, com quem vai morar. É um menino bondoso e inocente, mas adora fazer travessuras com os amigos e viver aventuras no mundo dos duendes. Vai brigar com os vizinhos e com Frederico pelo amor de Joaninha. 
Joana "Joaninha" Maza: Tem 9 anos. Era a filhinha de Juan Maza e irmã de Luciana, Titán e Augusto. Ao saber da morte do pai, fica traumatizada e perde a capacidade de se comunicar. Só volta a falar na metade da temporada (capítulo 54, em sua exibição no Brasil). Sabe de grandes segredos do "fantasma" Rafael. É apaixonada por Frederico e Sebastião, mas não sabe com quem ficar.
Tok: É o amigo-duende de Maria. É teimoso e adora fazer travessuras com seus poderes mágicos. Luta contra o malvado duende Pool e os irmãos Tak, Tek e Tik. Aparece logo nos primeiros capítulos (capítulo 3, em sua exibição no Brasil) quando Maria sentia medo e escrevia no Livro da Vida. Se apaixona por Maria.
Augusto "Guto" Maza: Tem 8 anos. É um dos mais novos e também vivia na mansão da familia Maza. É o irmão mais novo de Joaninha, Titán e Luciana. Presidente do clube dos machos, é amigo inseparável de Frederico e Sebastião. Ele sonha em rever Juan Maza, seu querido pai falecido na Lua de Mel com Ana. Escreve cartas direcionadas a ele e canta "Te Necesito Papá (De Ti Eu Preciso Papai, no Brasil)". 
Natália Ramos Pacheco Azevedo:  Tem 7 anos e é a mais nova do Cantinho de Luz. A filha mimada de Pía também morava na mansão e fica órfã depois que sua mãe morre no incêndio do celeiro, causado por ela mesma. Grita quando não consegue algo que quer e, aos poucos, conquista a amizade do mordomo Enzo.

### Vizinhos
Olívia: Tem 14 anos, é vizinha do Cantinho de Luz e filha adotiva de Paula. Sua mãe a obriga fingir ser amiga dos órfãos para saber os mistérios da casa. Mas ela acaba se encantando pela amizade de Luciana. Tem muito medo e não sabe dizer não as injustiças. Morre de ciúmes da amizade de Luciana com Camila. É uma adolescente muito má e se une a Gonçalo para humilhar os outros. Apaixona-se por Titán.
Gonçalo: É um garoto maldoso de 16 anos. Rebelde, cruel e mau-caráter, fará de tudo para conseguir o que quer com a ajuda de Olivia. Um dos seus principais objetivos é fazer os orfãos sofrerem por diversão, especialmente Augusto a quem ilude e responde suas cartas como se fosse o pai do menino. É filho de Dirce e vive provocando o irmão Manoel. 
Gastão: Garoto gordinho e rico que e muito apaixonado por Maria e amigo de Manoel, tem 10 anos. Dá muita atenção ao que seu pai fala, mas sem querer nunca cumpre e é inimigo de Tok e dos pequenos que vivem no orfanato. Já foi namorado do Bernardinha.
Tomás: Adolescente loiro, bonito e mulherengo de 15 anos. Irmão caçula de Pablo. Apaixona-se por Camila e vai disputar ela com seu rival, Felipe. Amigo de Gonçalo, que o incentiva a ser rebelde.Antagonista mirim da temporada.
Bernardinha: é a vizinha mais nova, tem 8 anos. Gosta de provocar seus amiguinhos (também vizinhos) e eles acabam brigando com os órfãos. Bernardinha finge ser amiga de Natalia so para brincar com as bonecas e brinquedos do orfanato. Ela lê cartas de tarô.
Manuel: é um dos vizinhos mais pequenos.tem 9 anos.Finge ser corajoso só para levar vantagem com as outras crianças. Apesar de gostar de Maria, adora criar confusão com os órfãos com a ajuda de Bernadinha e Gastão. Filho de Dirce e irmão caçula de Gonçalo.
Zoé: No início da temporada, seu pai é o dono do bar Estrela, mas vende a lanchonete para Pablo e vai com as duas filhas, Zoé e Pilar, para outra rua. Zoé e Pilar voltam no meio da trama e vão disputar Felipe. Zoé separou Felipe e Camila no início da história.

## Trilha sonora
Título: Chiquititas - Vol. 6
Ano de Lançamento: 2000
Gravadora: Sony
1. Chiquititas 2000 (tema de abertura)
2. Mi Chica (tema de Camila e Felipe)
3. Tilin Tilin (tema de Maria)
4. Te miro y Tiemblo (tema de Luz e Rafael)
5. Rebelde (tema dos mais velhos)
6. Pequeño Amor (tema de Luciana e Batista)
7. Pan y Queso (tema de Frederico e dos mais novos)
8. Luz de Estrella (tema de Luz)
9. Compañero (tema das amizades)
10. Abre, Entra (tema de Luz e dos órfãos)

Título: Chiquititas Volume 6 (Edição Brasil) - NÃO OFICIAL
1. Juntos Chiquititas
2. Pequena Adorada
3. Luz de Estrela
4. Pequeno Amor
5. Tilim Tilim
6. A Rua das Chiquititas
7. Vamos Indo
8. Ai, Tok!
9. Companheiro
10. Rebelde
11. Te Preciso Papai
12. Fadinha
13. Vergonha de Ser Adulto
14. Abre, Entra
15. Caçadores De Sonhos
16. Te Vejo e Tremo
17. Cantinho de Luz
18. Penso Sim

Título: Chiquititas - La Mejor Música Para Festejar la Primavera
Ano de Lançamento: 2000
Gravadora: Sony
1. La calle de Chiquititas (tema da rua das Chiquititas)
2. Adiós, Mamá (tema de Sebastião)
3. Renuncio a Ser Adulto (tema de Natália)
4. Te Necesito Papá (tema de Augusto)
5. Campanita (tema de Joaninha)
6. Ay Tok (tema de Tok e seus irmãos)

Título: Chiquititas - Las Nuevas Canciones Del Teatro
Ano de Lançamento: 2000
Gravadora: Sony
1. Introdución Juntos
2. Gitana
3. El Juicio
4. Milagro Del Amor

Título: Luisana Te Cuenta:  Al Rescate  De La Ventanita
(Audio Cuentos Chiquititas)
Ano de Lançamento: 2000
Gravadora: Sony
1. Al Rescate  De La Ventanita

Título: Camila Te Cuenta: Macarena Macanuda
(Audio Cuentos Chiquititas)
Ano de Lançamento: 2000
Gravadora: Sony
1. Macarena Macanuda

## Fatos sobre a novela
- Chiquititas 2000 é a sexta temporada da versão original da novela Chiquititas. Também seria adaptada para o Brasil e já estava em pré-produção quando foi cancelada após desavenças entre Cris Morena e Telefe, e pela já baixa audiência no Brasil. Foi comprada em 2000 e ficou engavetada por 7 anos. A intenção original era dar continuidade à quinta temporada de Chiquititas Brasil.
- Embora a intenção fosse prosseguir com o que foi mostrado na quinta temporada brasileira, o triste destino das crianças no original difere do final feliz que elas tiveram em Chiquititas Brasil; Enquanto Carolina e Rian haviam se casado e adotado parte dos órfãos (Fran, Yuri, Zeca, Ruivo, Mateus, Bruna, Maurício, Neco, Lúcia, Fabrício e Hannelore), na versão original, Ana e Juan haviam ido embora após se casar e morrido durante uma trágica viagem. O velho Joaquín (Tunico) também falecera. Pía (Cora) então manda as Chiquititas para um tenebroso reformatório e queima o celeiro. As crianças fogem do reformatório para um futuro incerto, até que comece Chiquititas 2000.
- Chiquititas 2000 tem uma continuação, Chiquititas 2001, mas não foi exibida no Brasil por ter somente 9 capítulos. A sétima temporada teve sua exibição interrompida, porque na época a criadora havia tido desavenças com os diretores do canal Telefe.
- Durante a exibição brasileira, foram lançadas duas bonecas. Uma da personagem Camila (Camila Bordonaba) e outra da personagem Maria (Nadia Di Cello).Também Um Álbum de Figurinhas, além de um "quiz" por celular.
- Devido ao sucesso da trama argentina, a emissora brasileira exibiu a oitava temporada, chamada pelo canal de Chiquititas 2008.
- Agustín Sierra, o Augusto da novela, desaparece nos capítulos da reta final da história, e só volta para dar um final ao seu personagem.
- Esta foi a primeira aparição para o público brasileiro dos atores Felipe Colombo, Luisana Lopilato, Benjamín Rojas e Camila Bordonaba. Eles fariam, parte de outro grande sucesso idealizado por Cris Morena: Rebelde Way, do qual surgiu a banda Erreway.
- Muitos dos atores que fizeram parte desta versão, atuam em outras produções de Cris Morena como: Rebelde Way, Floricienta, Chiquititas 2006, Casi Ángeles, entre outros.
- Os atores Natália Melcon, Agustín Sierra, Milagros Flores e Nadia di Cello, se "encontraram" novamente para fazer a novela Rincón de Luz - uma espécie de 'spin-off' de Chiquititas lançado em 2003. Além deles, estavam na trama Delfina Varni, Stéfano de Gregorio, Candela Vetrano, Geraldine Visciglio e Gastón Soffritti, ambos da novela Chiquititas 2006.
- Agustín Sierra, faz uma participação temporária na reta final de Chiquititas Sin Fin, já adolescente. Irene Almus, a divertida Dirce, interpreta a malvada Úrsula, empregada do reformatório, em alguns capítulos de Chiquititas 2006.
- Seria reprisada no dia 17 de setembro de 2012 substituindo a reprise de Pequena Travessa, no entanto, com a confirmação de um remake de Chiquititas para 2013, substituindo Carrossel, o SBT escalou a reprise de Gotinha de Amor.
- O ator Pablo Lisazo, que deu vida ao divertido Enzo Miranda morreu no dia 25 de junho de 2001. Enzo ensaiava uma cena do show teatral Chiquititas 2001, quando passou mal. Sua morte se deu por um mal súbito.
- Em sua exibição no Brasil, a Novela teve uma média de 6 Pontos, elevando os índices do SBT que na época estava em crise e costumava marcar 2 Pontos no Horário. A Novela Reergueu os índices do SBT.